# Milice française

Bandiera con l'emblema della Milice française

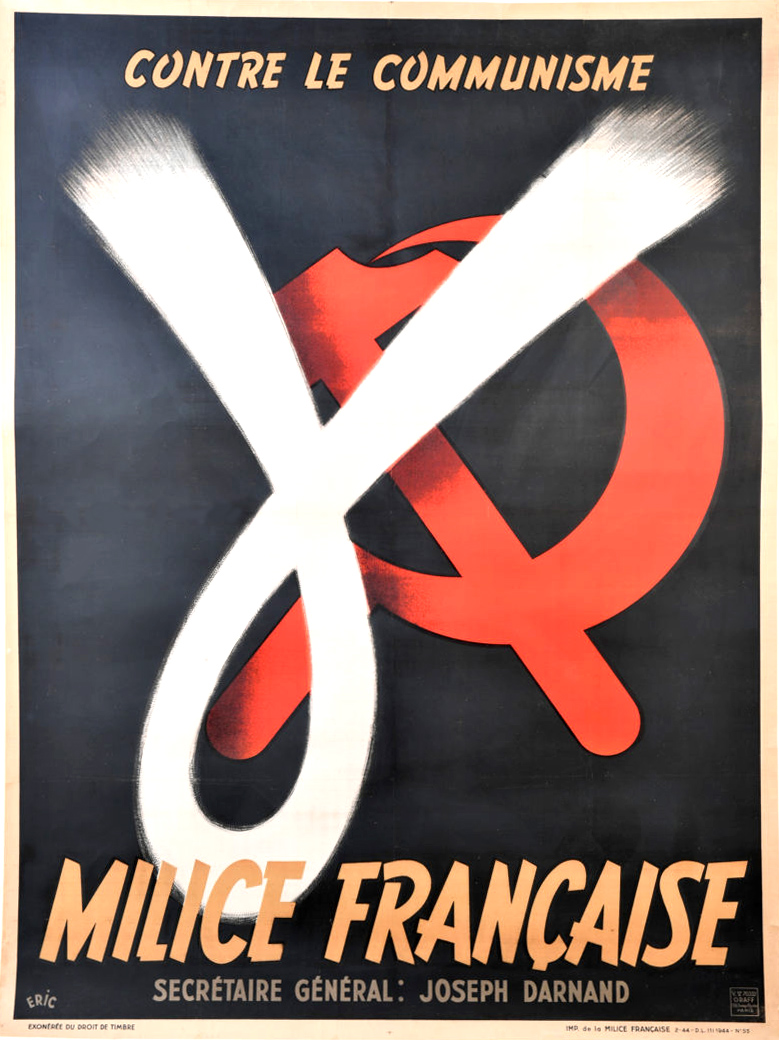
Un poster per il reclutamento della Milice française

La Milice française (Milizia francese), fu un'organizzazione politica e militare francese creata il 30 gennaio 1943 dal Governo di Vichy con funzioni di polizia politica e per combattere la Resistenza francese.

## Descrizione
Organizzazione di tipo fascista, la Milice si atteggiava a movimento rivoluzionario. Essa aspirava divenire l'equivalente di una polizia unica dello Stato francese. La sua ascesa al potere segnò in ogni caso, secondo gli storici Robert Paxton e Stanley Hoffmann, la fascistizzazione del regime di Vichy.
Il capo ufficiale della Milice era il capo del governo, ma il vero responsabile delle sue operazioni era il segretario generale di questi, Joseph Darnand, fondatore del Service d'ordre légionnaire (SOL) precursore della Milice française.
Come ausiliari della Gestapo e delle altre forze d'occupazione tedesche, i miliziani parteciparono alla caccia agli Ebrei, alla individuazione dei renitenti al Service du Travail Obligatoire (STO) ed a tutti coloro i quali fossero considerati oppositori dal regime e dagli occupanti.
Al pari della Gestapo i miliziani ricorrevano a delazioni, torture, rastrellamenti, esecuzioni sommarie e arbitrarie, compiendo spesso persino massacri. La loro pratica sistematica della violenza e i loro numerosi soprusi così come il loro collaborazionismo estremistico, contribuirono a farli restare molto minoritari nel seno di una popolazione che per la maggior parte li rifiutava. La Milice non contò mai più di 35.000 membri (29.000 aderenti nell'autunno del 1943 secondo Francis Bout de l'An, dei quali, secondo il capo del servizio degli effettivi, l'alfiere di vascello Georges Carus, solo 10.000 erano effettivi). Anche dopo il suo sviluppo nella zona nord la Milice non superò mai i 15.000 effettivi in totale.

## Storia

### Le origini della Milice
Joseph Darnand, combattente reduce della prima guerra mondiale e attivista d'estrema destra, aveva preso il comando della Légion française des combattants, organizzazione di reduci creata anch'essa dal Governo di Vichy il 29 agosto 1940. Dopo l'apertura della Légion a chiunque - cosa che lo infastidì - Darnand fondò nel 1941, nel suo dipartimento, il Service d'ordre légionnaire. «Notato dai ministri Darlan e Pucheu quando è alla testa della Légion française des combattants di Nizza, Darnand beneficerà del loro sostegno per sviluppare la sua organizzazione paramilitare, il Service d'ordre légionnaire (SOL). Antenato della Milice, il SOL si estende all'intera zona meridionale e riunisce forze per 15.000 effettivi, provenienti per la maggior parte dalle file dell'estrema destra».

### Istituzione

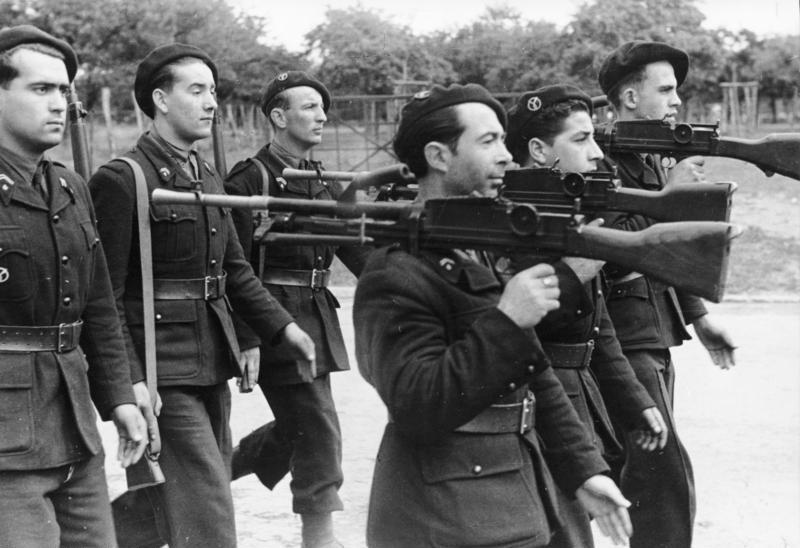
Membri della Milice.

La Milice française venne istituita in qualità di corpo il 30 gennaio 1943.
La forza numerica reale della Milice française è oggetto di forti dibattiti, ma si pensa che alla massima aderenza non fossero più di 15 000, data la scarsa popolarità della Milice fra i francesi.
Tra i suoi componenti vi erano anche alcuni volontari del Servizio d'Ordine Legionario (SOL). Vennero addestrati alle armi a Heuberg in Baden Württemberg, giurarono fedeltà schierati nel cortile dell'Hôtel des Invalides il 1º luglio 1944.
Inizialmente la Milizia condusse le proprie operazioni nella zona dello Stato francese, a partire dal gennaio 1944 invece allargò il teatro delle proprie operazioni nella zona occupata dai tedeschi. Qui stabilì il proprio quartier generale nella sede del vecchio partito comunista (rue Monceau, 61), la caserma venne stabilita presso il Liceo Louis-Le-Grand e la scuola ufficiali alla sinagoga di Auteuil. La più importante operazione condotta dalla Milice fu quella del marzo 1944, per colpire le cellule partigiane in Alta Savoia, nel sud est della Francia, che portò alla cosiddetta Battaglia di Glières. Questa fu vinta dalla Milice, che operò congiuntamente alle truppe tedesche e realizzò un alto numero di prigionieri che vennero incarcerati nel prigione della Santé di Parigi. Nel corso della guerra singoli milicien, spesso in aree pubbliche come caffè o strade di passaggio, furono uccisi dalla resistenza francese. Il primo a cadere fu Paul de Gassovski, ucciso a Marsiglia il 24 aprile 1943. Alla fine del novembre dello stesso anno, Combats riportò l'uccisione di 25 appartenenti alla Milice e 27 feriti a causa di attacchi partigiani.
La vittima più illustre fu Philippe Henriot, Ministro dell'Informazione e della Propaganda di Vichy, conosciuto come "il Goebbels francese", che venne ucciso nel suo appartamento in Rue Solferino, prima dell'alba del 28 giugno 1944, da partigiani travestiti da miliziani (i quali risparmiarono la moglie di Henriot lì presente). Come reazione a questi omicidi, la Milice française giustiziò altrettanti politici e intellettuali comunisti, come Victor Basch e Georges Mandel.
Successivamente solo 2.000 di essi seguirono Pétain e il governo a Sigmaringen.
Il 13 aprile 1945 i milicien vennero posti sotto il comando di Onorio Onori a Tirano, in Alta Valtellina, per trincerarsi nel "ridotto alpino" insieme ai fascisti repubblichini che arretravano di fronte all'avanzata degli Alleati. Il 18 aprile furono impegnati in scontri a fuoco a Grosotto (SO) e presso la stazione della dogana svizzera di Piattamala. La mattina del 28 aprile i milicien si presentarono al presidio della Torre Torelli con 13 componenti della Brigata Nera Autonoma "Giovanni Gentile", con due autocarri e altrettanti cannoni anticarro 47/32mm che vennero piazzati nella torre stessa su ordine di Joseph Darnand e Georges Carus. Qui si arresero agli americani, che li trasferirono a scaglioni il 16 maggio nel campo di concentramento di Coltano.. Secondo Giorgio Pisanò furono gli ultimi reparti collaborazionisti dei nazisti, in tutta la Valtellina, ad accettare la resa.

### Lo scioglimento
Con la caduta del regime di Vichy i miliziani della Milice française che non riuscirono a riparare in Germania (dove si aggregarono alla Divisione Charlemagne della Waffen SS) o in Italia (nel Ridotto Alpino Repubblicano) furono arrestati dagli alleati e numerosi furono sommariamente uccisi dai partigiani francesi.
Poche volte tali esecuzioni avvennero in gruppo, come i 77 prigionieri su 97 uccisi a Grand-Bornand nell'Haute-Savoie alla fine dell'agosto 1944, dopo un processo in parte sommario.
Lo scioglimento e la cattura legale organizzata dal Governo provvisorio condannò alla prigione e ai lavori forzati diversi miliziani.
Joseph Darnand fu catturato dai partigiani italiani e consegnato alle autorità francesi: venne processato, condannato a morte e giustiziato il 10 ottobre 1945.

### Rangi[8]
| Insignia       | Rango                                                          | Traduzione                          |
| -------------- | -------------------------------------------------------------- | ----------------------------------- |
| Senza insignia | Sécretaire général (Joseph Darnand)                            | Segretario generale                 |
| Senza insignia | Sécretaire général adjoint (Francis Bout de l'An)              | Assistente segretario generale      |
|                | Delegato generale della milizia nella zona nord (Max Knipping) | Generale delegato nella zona nord   |
|                | Chef régional                                                  | Capo regionale                      |
|                | Chef régional adjoint                                          | Capo regionale aggiunto             |
|                | Chef départemental                                             | Capo dipartimentale                 |
|                | Chef départemental adjoint                                     | Capo dipartimento aggiunto          |
|                | Chef de centre                                                 | Capo centro                         |
|                | Chef de centre adjoint                                         | Capo centro aggiunto                |
|                | Chef de cohorte                                                | Capo di cohorte                     |
|                | Chef de cohorte adjoint                                        | Capo di coorte aggiunto             |
|                | Chef de centaine                                               | Capo di centuria                    |
|                | Chef de centaine adjoint                                       | Capo di centuria aggiunto           |
|                | Chef de trentaine                                              | Capo di plotone o manipolo          |
|                | Chef de trentaine adjoint                                      | Capo di plotone o manipolo aggiunto |
|                | Chef de groupe (cohorte)                                       | Capo squadra di battaglione         |
|                | Chef de groupe (centaine)                                      | Capo squadra (compagnia)            |
|                | Chef de dizaine                                                | Capo squadra                        |
|                | Chef de dizaine adjoint                                        | Capo squadra aggiunto               |
|                | Chef de main                                                   | Capo gruppo                         |
|                | Chef de main adjoint                                           | Assistente capo gruppo              |
|                | Franc-garde                                                    | Franc-garde                         |
| Sources:       |                                                                |                                     |

## Struttura
La milizia è stata basata su una aree territoriali, le regioni e dipartimenti.
Ad ogni livello, sono stati creati uno staff di cinque servizi:
- 1° Servizio (propaganda) -
- 2° servizio (documentazione) -
- 3° Servizio (di sicurezza) -
- 4° Servizio (finanza) -
- 5° Servizio (personale).

A livello centrale, il 1 ° servizio fu diretto da Bertheux, il 2 ° servizio (uno tra i più cruenti) da Degan e Gombert - il 3° servizio da Gombert - il 4° servizio da Fontaine - il 5° servizio da Carus.

## Maggiori esponenti
- Joseph Darnand
- Pierre Laval
- Philippe Henriot
- Georges Carus